# St.-Stephani-Kirche (Goslar)

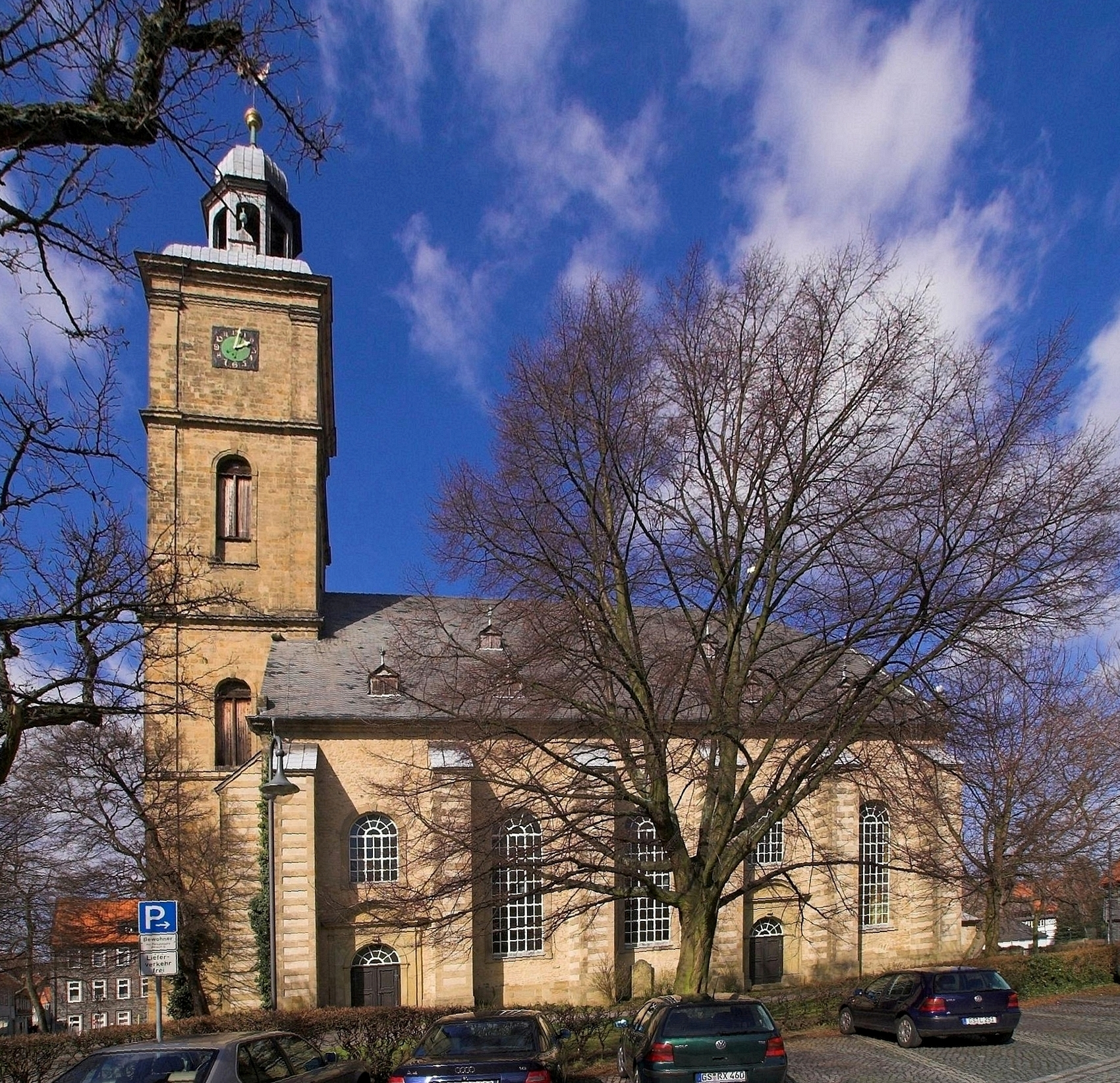
Die Stephanikirche von Süden

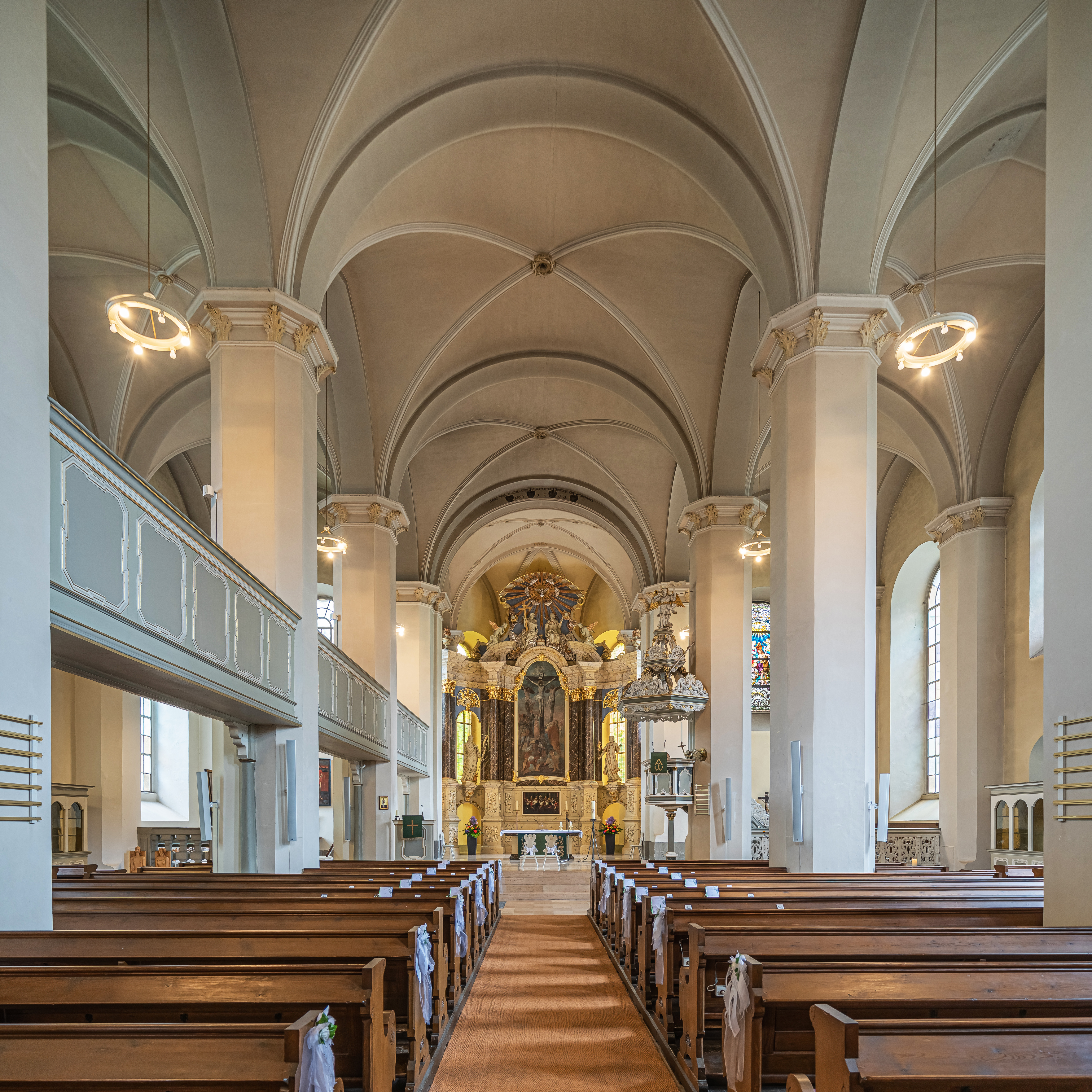
Innenraum

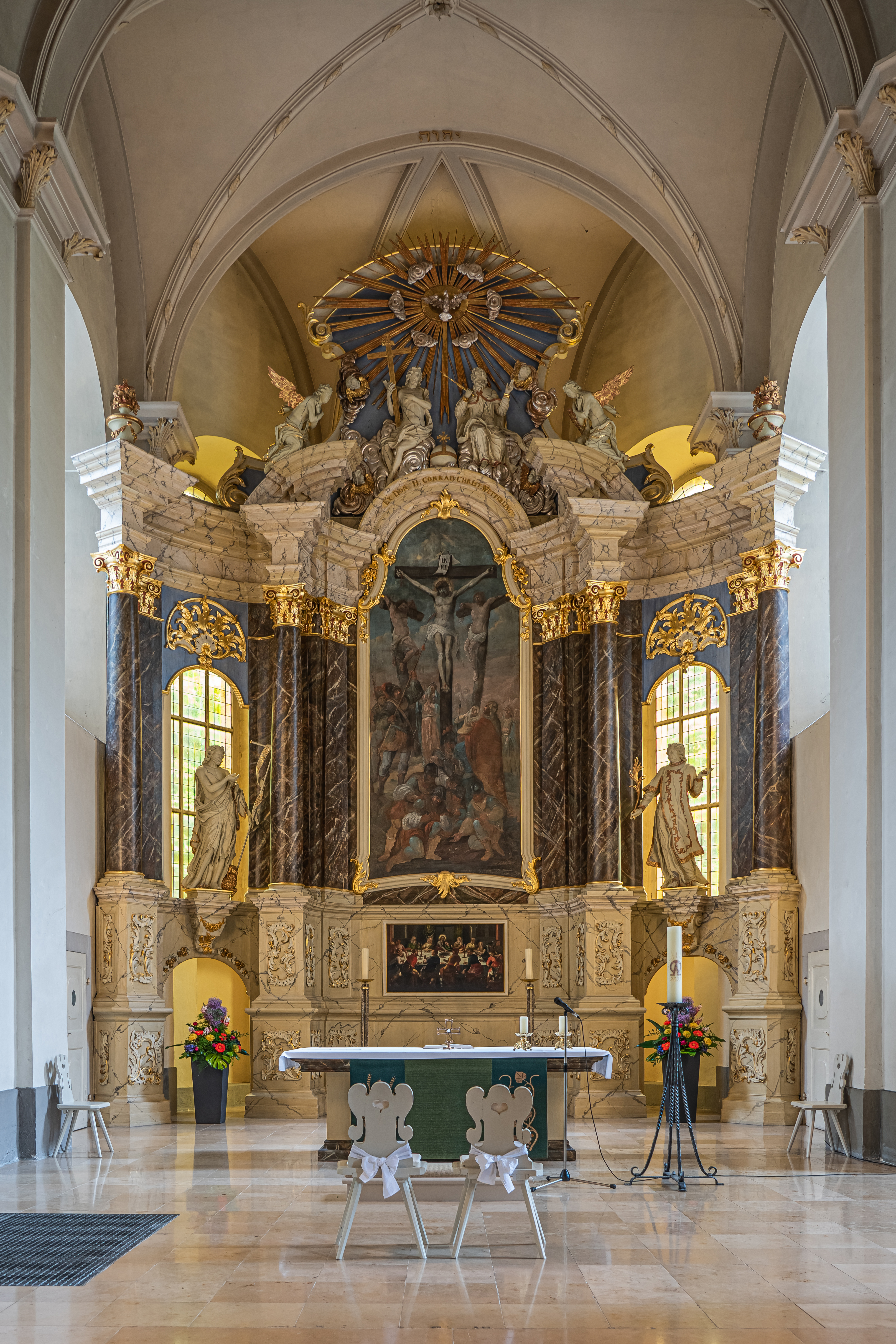
Der Altaraufbau

Die St.-Stephani-Kirche ist eine evangelisch-lutherische Kirche in der Altstadt von Goslar.

## Geschichte
Die mittelalterliche Stephanus-Pfarrei umfasste den östlichen Teil der Reichsstadt Goslar, den Kaufleute, Handwerker und Ackerbürger bewohnten. Vorgängerbau der heutigen Kirche war eine romanische Basilika aus dem 12. Jahrhundert.
Beim Stadtbrand vom 26. April 1728 brannten das Stephaniviertel und seine Kirche ab. Bald darauf begann der Bau der heutigen Kirche, die 1734 eingeweiht werden konnte. Die Steine stammten von der Ruine des Petersstifts.

## Architektur
Den Entwurf der Stephanikirche schuf Johann Daniel Köppel, Schüler und Schwiegersohn von Francesco Mitta. Die Kirche ist eine dreischiffige Hallenkirche mit eingezogenem polygonalem Chor. Die Außenwände sind durch gotisierende Strebepfeiler gegliedert. Den Westabschluss bildet ein schmuckloser querrechteckiger Glockenturm mit Laterne.

## Ausstattung
Im Gegensatz zum schlichten Äußeren besitzt St. Stephani eine reiche barocke Ausstattung. Der Altaraufbau stammt von 1767. Er zeigt im Hauptfeld die Kreuzigung Christi, darunter das Letzte Abendmahl. Flankiert wird er von den Figuren Johannes des Täufers und des heiligen Stephanus, bekrönt von einer Dreifaltigkeitsgruppe. Über der Kanzel schwebt ein reich geschnitzter Schalldeckel. Bemerkenswert ist auch ein barockes Bleiglasfenster mit der Taufe Christi.